# 麻谷駅
麻谷駅（マゴクえき）は大韓民国ソウル特別市江西区麻谷洞にある、ソウル交通公社5号線の駅である。駅番号は514。
5号線開業当初より、当駅のみ未営業状態であったが、2008年6月20日より営業を開始した。副駅名としてホーム&ショッピングが付与されている。

## 歴史
- 1997年6月20日 - ソウル特別市都市鉄道公社（当時）5号線が開業するも当駅は営業せず。
- 2008年6月20日 - 開業（当初予定の6月1日から延期）。
- 2017年5月31日 - ソウル特別市都市鉄道公社とソウルメトロが統合され、ソウル交通公社の駅となる。

## 駅構造
相対式ホーム2面2線の地下駅。
のりば
| 上り | 5号線 | 金浦空港・傍花 方面           |
| 下り | 5号線 | 上一洞・河南黔丹山・馬川 方面 |

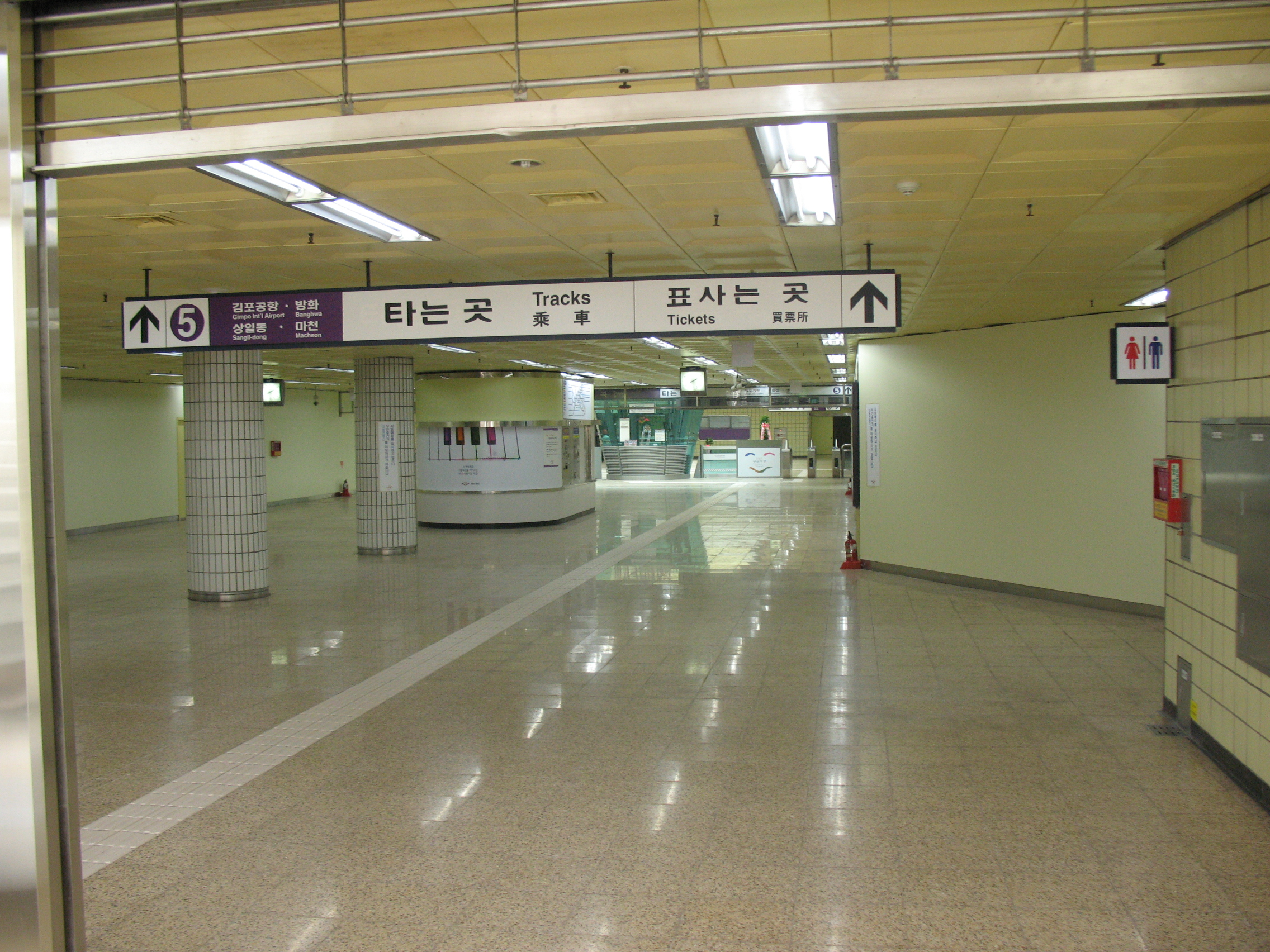
階段側から見た改札口 (2008年)
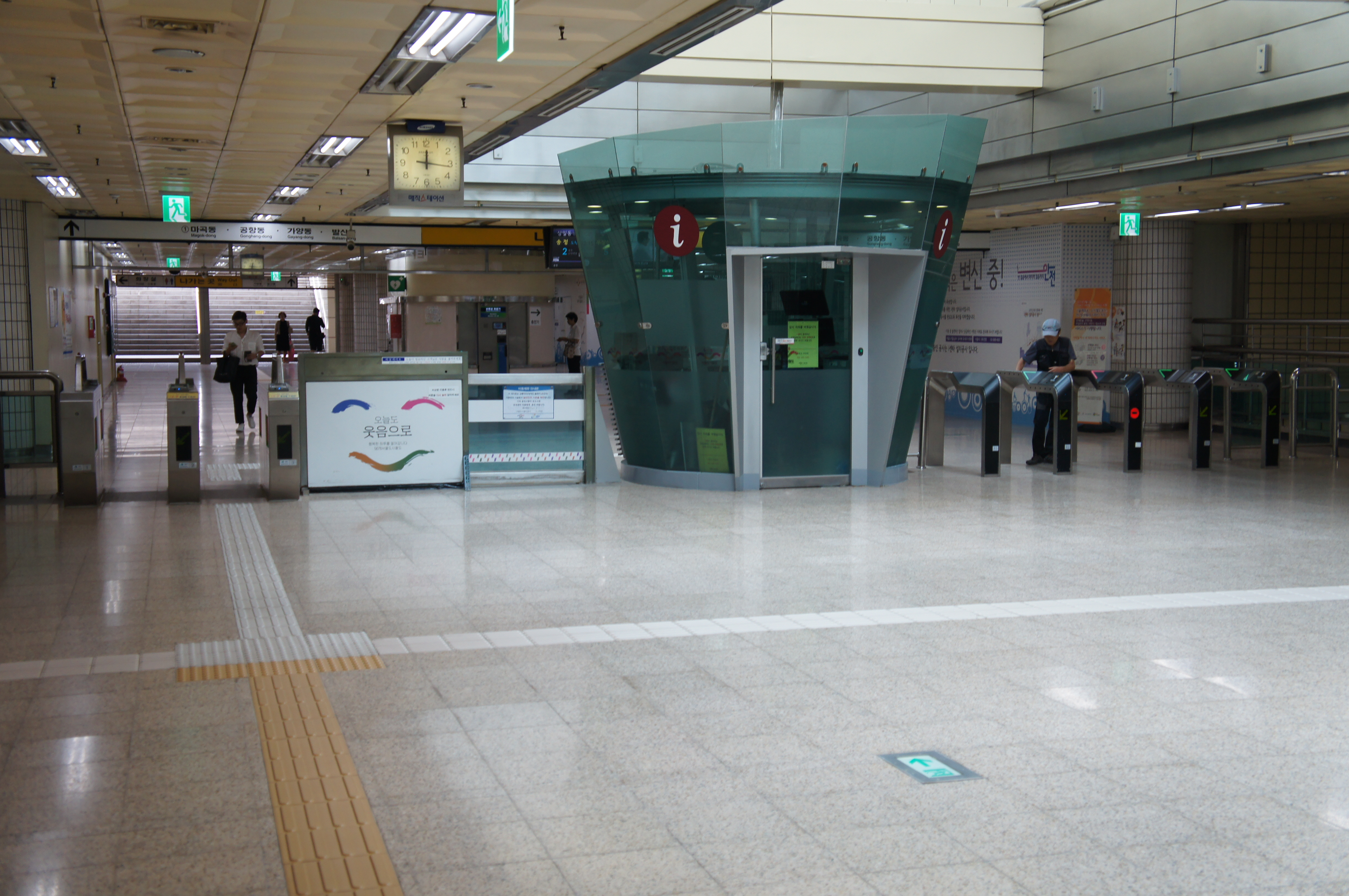
ホーム側から見た改札口 (2015年)
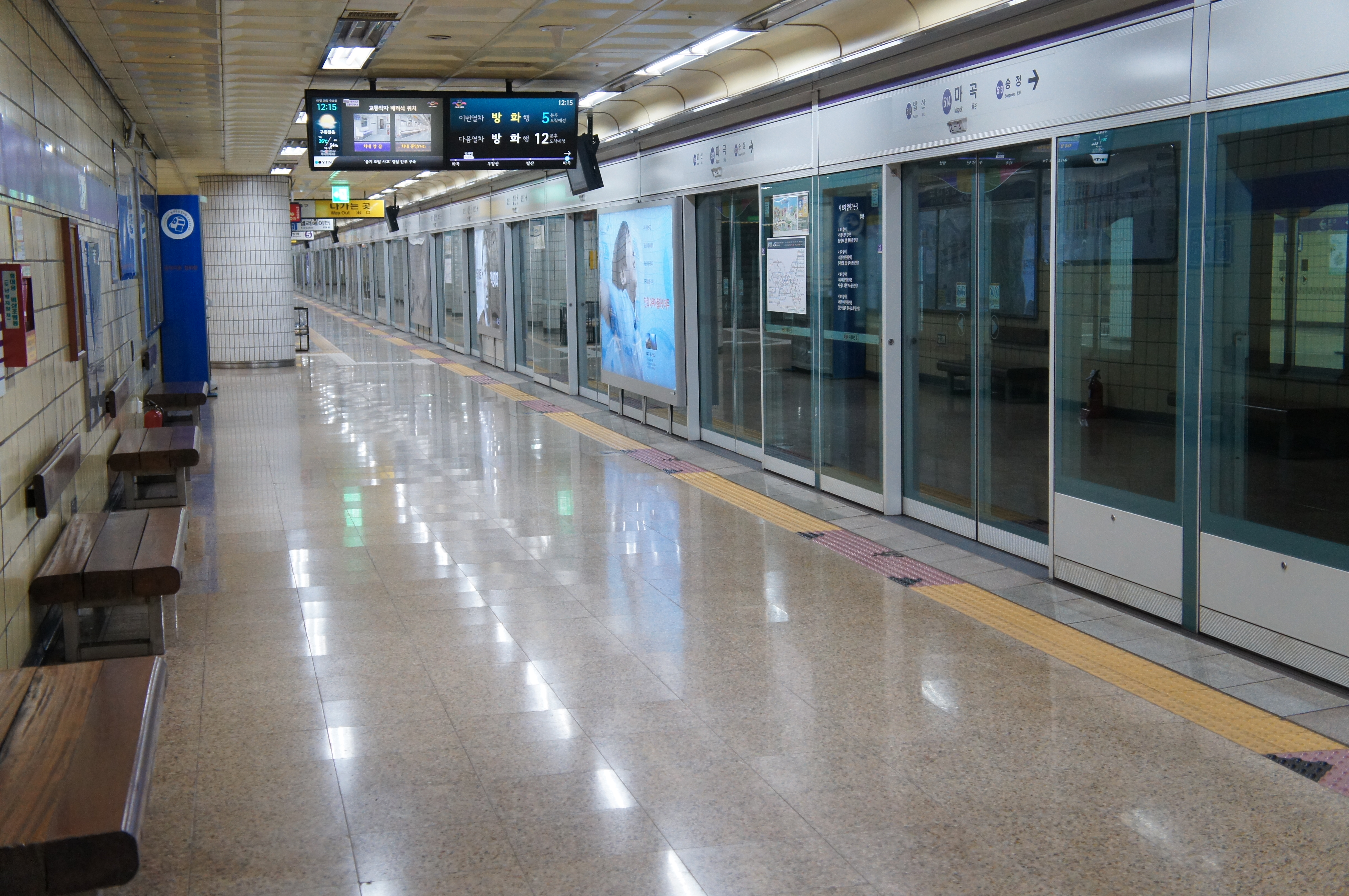
ホームドア設置後のホーム (2015年)

## 利用状況
近年の一日平均利用人員推移は下記のとおり。
| 路線  | 路線     | 2000年 | 2001年 | 2002年 | 2003年 | 2004年 | 2005年 | 2006年 | 2007年 | 2008年 | 2009年 | 出典  |
| ----- | -------- | ------ | ------ | ------ | ------ | ------ | ------ | ------ | ------ | ------ | ------ | ----- |
| 5号線 | 乗車人員 | 未開通 | 未開通 | 未開通 | 未開通 | 未開通 | 未開通 | 未開通 | 未開通 | 522    | 565    | [ 1 ] |
| 5号線 | 降車人員 | 未開通 | 未開通 | 未開通 | 未開通 | 未開通 | 未開通 | 未開通 | 未開通 | 465    | 456    | [ 1 ] |
| 5号線 | 乗降人員 | 未開通 | 未開通 | 未開通 | 未開通 | 未開通 | 未開通 | 未開通 | 未開通 | 987    | 1,021  | [ 1 ] |
| 路線  | 路線     | 2010年 | 2011年 | 2012年 | 2013年 | 2014年 | 2015年 | 2016年 |        |        |        | [ 1 ] |
| 5号線 | 乗車人員 | 572    | 607    | 720    | 1,044  | 2,099  | 3,110  | 4,005  |        |        |        | [ 1 ] |
| 5号線 | 降車人員 | 393    | 390    | 497    | 841    | 1,790  | 2,560  | 3,341  |        |        |        | [ 1 ] |
| 5号線 | 乗降人員 | 965    | 998    | 1,216  | 1,886  | 3,889  | 5,670  | 7,346  |        |        |        | [ 1 ] |

## 駅周辺
かつてこの駅周辺の麻谷地区に、2002年サッカーワールドカップ会場となるサッカースタジアムを建設し、周囲を開発する計画があったが、ソウルワールドカップ競技場が麻浦区上岩洞に建設されることになったため、計画は白紙化された。そのため長い間この地区は未開発で、住宅はほとんどなく利用客が見込めず、1997年ソウル地下鉄5号線の開業時は駅施設が完成してはいたものの営業せず、列車はすべて通過していた。2008年、駅から南へ600mほどの内鉢山地区に住宅団地が造成され、利用客が見込めるため、5号線の開業から12年たってようやく営業を開始した。2009年10月、ようやく麻谷地区の開発が開始され、今後利用客の増加が見込まれる。開業以来1か所しかなかった出入口は、2016年1月に3か所が追加で設置され、2018年12月までに3か所がさらに追加設置される予定。
- ソウル植物園（朝鮮語版）
- ソウルコンジン初等学校（朝鮮語版）
- ソウル空港初等学校（朝鮮語版）
- 道路交通公団
- 江西農産物卸売り市場
- 空港大路（朝鮮語版）
- 麻谷洞住民センター

## バス路線
| 幹線バス | 601 - 605 - 642           |
| 支線バス | 6629 - 6630 - 6632 - 6642 |

## 隣の駅
ソウル交通公社
 5号線
松亭駅 (513) - 麻谷駅 (514) - 鉢山駅 (515)